# Кашмирият
Кашмирият (кашм. कश्मीरीयत, کشمیریّت) — этно-национальное и социальное сознание культурных ценностей кашмирцев. Примерно в XVI веке сложилась общность отождествляющих себя с Кашмиром и называющих Кашмир своей родиной. Кашмирский конфликт, а также столкновения мусульман и индуистов, сделало вопрос национальной идентичности очень острым. Однако по опросу 2007, проведенного Центром по изучению развивающихся обществ в Нью-Дели, 84 % людей в Сринагаре хотят видеть возвращение кашмирских пандитов. И 92 % процента опрошенных выступают против этнического и религиозного разделения Кашмира.

## Происхождение
Кашмир очень разнообразен этнически, культурно и конфессионально. Регион исторически является важным центром индуизма и буддизма. Ислам попал в Кашмир в Средние века, и сикхизм распространился в регионе при существовании сикхского государства в XVIII и XIX веках. В мифах и преданиях этих четырёх религий, Кашмир занимает важное место. Регион получил своё имя от легендарного индуистского риши Кашьяпы, а его прежним населением были Наги. Множество культовых построек и учреждений индуизма и буддизма сохранилось в регионе. В святилище Хазратбал хранится волос, который по воззрениям кашмирцев — есть волос с головы пророка Мухаммеда. Путешествуя в поисках религиозного просветления, Гуру Нанак попал в Кашмир. Кашмирият начал складываться при губернаторе-мусульманине Зайн уль Абедин и могольском императоре Акбаре, они оба покровительствовали, и защищали Кашмир в его религиозном разнообразии.

## Философия
Кашмирская психология связана с замкнутым миром Гималаев, суровые зимы и обособленность от экономических и политических процессов остальной Индии. Но на регион сильно влияла политическая нестабильность, связанная с вторжениями завоевателей. Кашмирият выражался в солидарности, стойкости и патриотизме кашмирцев. Выживание людей и культурного наследия зависело от того смогут ли кашмирцы жить в согласии друг с другом. Для многих кашмирцев, Кашмирият требует от них жизни в социальной и религиозной гармонии, «братстве» кашмирцев. У жителей сложилось представление, что шиваизм, буддизм, сикхизм и суфизм, сосуществуют и ведут человека к божественной цели разными путями.
На Кашмир также повлияла философия распространившаяся при шахе Акбаре — дин-и иллахи, которая подчёркивала единство идеалов и ценностей мусульман и индуистов. Работы, написанные на кашмирском языке, искусство, культура и литература развивали и упрочняли кашмирият как стиль жизни. Тем не менее, основное влияние Кашмирият оказал на Кашмирскую долину и Джамму. Дальние регионы Гилгита, Балтистана и Ладакха получили гораздо меньшее представление о кашмирияте.

## Современные изменения
Кашмирский конфликт нанёс громадный ущерб кашмирияту, тогда регион был разделён Пакистаном и Индией во время Первой кашмирской войны. Во время политических дебатов многие сочли Кашмирият национализмом выраженном в желании независимости от Пакистана и Индии. В нападениях 1989 года погибло 150 000 кашмирских мусульман и привило к выселению большинства индуистов и сикхов, из-за чего Кашмирият пострадал ещё больше. A во время зимнего конфликта Пакистана и Индии, высказывались требования отделить Джамму и Ладакх от Кашмирской Долины. Несмотря на все трудности, общины мусульман и индуистов продолжают попытки возродить кашмирият. Они продвигают кашмирият через культурную активность, социальные программы и литературу в Джамму и Кашмире, а также среди общин выходцев из Кашмира.